# Rhinobatos penggali
Rhinobatos penggali är en rockeart som beskrevs av Last, White och Fahmi 2006. Rhinobatos penggali ingår i släktet gitarrfiskar, och familjen Rhinobatidae. IUCN kategoriserar arten globalt som sårbar. Inga underarter finns listade i Catalogue of Life.